# Drapeau de l'État de Rhode Island

Drapeau du gouverneur

Le drapeau de Rhode Island est le drapeau officiel de l'État américain de Rhode Island. Il est blanc et se compose d'une ancre d'or au centre (un symbole d'espoir) encerclée par 13 étoiles d'or (le nombre 13 représente les treize colonies et le dernier État de ces colonies à avoir ratifié la constitution des États-Unis d'Amérique). Le ruban bleu en dessous de l'ancre porte la devise de l'État en lettres d'or « HOPE » (en anglais ESPOIR). Le drapeau de l'État de Rhode Island dans sa forme présente a été adopté en 1897. Il est fréquemment représenté avec une lisière dorée sur le pourtour du drapeau.

## Histoire
Le drapeau de l'État du Rhode Island comme il est actuellement a été officiellement adopté en 1897. Dès les années 1640, l'ancre et le mot « hope » se trouvent sur le sceau du Rhode Island ; la devise et les emblèmes du sceau ont probablement été inspirés par l'expression biblique « hope we have as an anchor of the soul » (« nous avons l'espoir comme une ancre de l'âme ») des Épîtres (versets 6:18– 19). Les premiers colons de Rhode Island sont en effet des personnes qui se sont enfuies à la suite des persécutions religieuses dans le Massachusetts en raison de leurs croyances chrétiennes.

Drapeau de l'État de Rhode Island de 1877 à 1882.
Drapeau de l'État de Rhode Island de 1882 à 1897.

## Statut
L'État du Rhode Island et des Plantantions de Providence a promulgué une loi décrivant le drapeau officiel :

« § 42-4-3 State flag : Le drapeau d'État devra être blanc, de 5 pieds et 6 pouces (5'6") et 4 pieds et 10 pouces (4'10"), comportant sur chaque côté dans le centre une ancre d'or, de 22 pouces de haut, et en dessous un ruban bleu de 24 pouces (24"), long de 5 pieds de large, ou dans ces proportions, avec la devise « Hope » en lettres dorées, le tout entouré par treize étoiles dorées en cercle. Le drapeau sera bordé de jaune. La hampe sera surmontée par un fer de lance et la longueur de la hampe sera neuf pieds (9 '). »